# Alfabeto Celestial

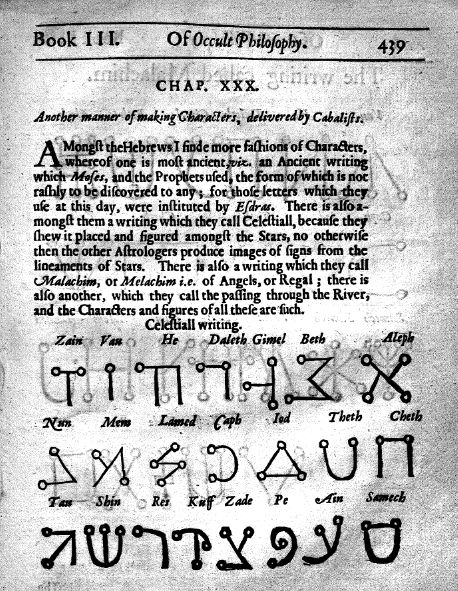
El "alfabeto celestial" descrito en el 'De occulta philosophia libri tres' de Heinrich Cornelius Agrippa

El Alfabeto celestial, también conocido como escritura angelical, es un alfabeto creado por Heinrich Cornelius Agrippa en el siglo XVI. No debe confundirse con el alfabeto enoquiano de Edward Kelley y John Dee , que a veces también se denomina alfabeto celestial. Otros alfabetos de origen similar son el Transitus Fluvii y el Malachim.

## Origen
El lenguaje fue elaborado por primera vez por eruditos que estudiaban los reinos angélicos, específicamente Heinrich Cornelius Agrippa en el siglo XVI. El guion se publicó por primera vez en su Three Books of Occult Philosophy. La escritura y el lenguaje se inventaron para comunicarse con los ángeles y luego se afirmó que estos símbolos fueron enviados "por Dios", dados a los ángeles y luego transmitidos a los humanos. 
La influencia de los escritos y símbolos de Agrippa en el esoterismo occidental fue significativa. Afectaron el alfabeto masónico y encontraron su camino en la magia ritual de la Aurora Dorada y en la magia de Aleister Crowley . La gente también fue creativa en otras líneas de la tradición, por ejemplo, con el supuesto alfabeto celta Coelbren del anticuario y poeta galés Iolo Morganwg ( Edward Williams ), que encontró su camino en la tradición de algunas tendencias neopaganas.
En la actualidad, todavía se usa ocasionalmente en rituales.

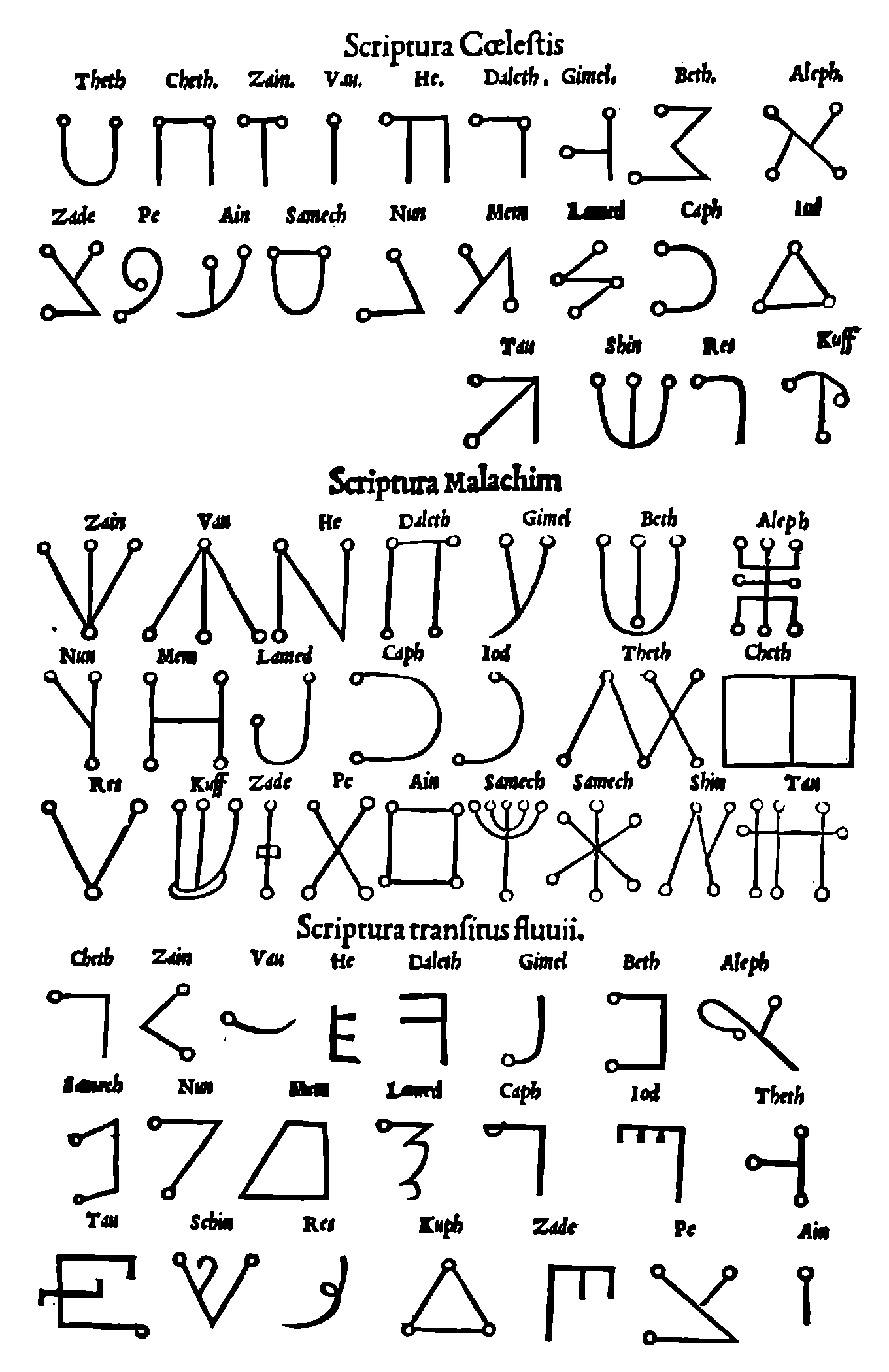
Alfabeto celestial de Agrippa von Nettesheim

## Estilo
Hay 22 caracteres conocidos, la mayoría de los cuales se basan en nombres hebreos, como Gimel, Sameth y Aleph.  Es un abjad, lo que significa que no hay vocales. Se lee y escribe de izquierda a derecha en líneas horizontales.
El filólogo clásico Hans Alexander Winkler se inspiró en la semejanza de los guiones de sigilos, que consistían principalmente en líneas rectas y pequeños círculos, con monturas de gafas para hablar de "letras de gafas", por lo que rastreó el término hasta un ensayo de Moïse Schwab.

## En la ficción
Fue utilizado como método de escritura en la cultura popular
- El alfabeto se utiliza como sistema de escritura en la serie de videojuegos Drakengard, así como en su serie spin-off, Nier.

- El manga Beelzebub contiene un ejército de demonios que llevan el nombre de las letras de este alfabeto.